# Daniela Rastetter
Daniela Rastetter (* 1961) ist eine deutsche Wirtschaftswissenschaftlerin.

## Leben
Nach der Promotion 1993 zur Dr. rer. pol. ist sie seit 2005 Professorin für Betriebswirtschaftslehre, Schwerpunkt Personal, Organisation und Gender Studies an der Universität Hamburg.
Ihre Arbeitsschwerpunkte sind Geschlecht und Organisation, Gleichstellungspolitik, Managing Diversity, qualitative Personalforschung, Emotionsarbeit im Dienstleistungssektor, Personalpsychologie, eHRM und Digitalisierung der Arbeit und Mikropolitik.

## Schriften (Auswahl)
- Sexualität und Herrschaft in Organisationen. Eine geschlechtervergleichende Analyse. Opladen 1994, ISBN 3-531-12604-0.
- Personalmarketing, Bewerberauswahl und Arbeitsplatzsuche. 24 Tabellen. Stuttgart 1996, ISBN 3-432-27711-3.
- Zum Lächeln verpflichtet. Emotionsarbeit im Dienstleistungsbereich. Frankfurt am Main 2008, ISBN 978-3-593-38483-2.
- mit Christiane Jüngling: Frauen, Männer, Mikropolitik. Geschlecht und Macht in Organisationen. Göttingen 2018, ISBN 3-525-45250-0.